# 装備技術部
装備技術部（そうびぎじゅつぶ、英語表記：Equipment and Technology Department）は、海上保安庁に設置されている内部部局のひとつ。1984年（昭和59年）7月1日に経理補給部と船舶技術部を統合し発足する、この際に警備救難部の所掌事務のうち、通信設備、航空機に関する業務は装備技術部に移管される。
装備技術部は海上保安庁が保有する施設の新設および改廃、船舶や航空機の建造および維持に必要な計画・管理や会計などの業務を行う。また、これに関連して海外派遣の支援や外国の海上保安機関への技術協力も行う。

## 概要
海上保安庁の装備技術部は4つの課から成る。
- 装備技術部の所掌事務に関する総合調整や船舶・航空機その他装備の整備計画、装備品の技術的な企画・立案・調整などを行う管理課。

- 物品検収や国有財産の管理及び処分、施設の新設および改廃の計画や物品管理などを行う施設補給課。

- 船舶の建造および維持に関する事務を実施する船舶課。

- 航空機の建造・維持や航空基地の整備などを行う航空機課。

それぞれの課は、船舶・航空機・施設の整備計画や技術的な立案・企画、装備・施設などの管理などを行う。

## 組織
- 管理課
  - 技術開発官
- 施設補給課
  - 支援業務企画官
- 船舶課
  - 首席船舶工務官
- 航空機課
  - 航空機技術企画官